# Davey Jones (jazzmuzikant)
David 'Davey' Jones (Lutcher, 1888 – 1953) was een Amerikaanse jazzmuzikant (saxofoon, trompet) en multi-instrumentalist van de dixieland.

## Biografie
Omstreeks 1910 speelde Jones in een brassband in zijn geboorteplaats en spoedig daarna in het stadsdeel Storyville van New Orleans. Van 1918 tot 1921 speelde hij in het orkest van Fate Marable op de Mississippistoomboot S.S. Capitol, waar hij trompet speelde. Daar was ook Louis Armstrong, die hem leerde noten lezen. In 1921 speelde hij bij King Oliver in Californië en in 1922 bij de Record Breakers van R.Q. Dickerson. Daarna was hij met Dickerson in de Bostonians van Wilson Robinson en vervolgens bij Andrew Preer, die speelden in de Cotton Club in New York. In 1925 namen ze op onder de naam Cotton Club Orchestra. Daarna keerde hij terug naar New Orleans, waar hij een eigen band leidde in de Pelican Dance Hall, speelde met het Tuxedo Orchestra van William Ridgley en met Lee Collins de Astoria Hot Eight leidde. In 1929 nam hij met hen op, waarbij hij saxofoon speelde.
Hij was multiinstrumentalist, die ook mellofoon, hoorn, drums en saxofoon speelde. Volgens Danny Barker waren mellofoon en hoorn zijn favoriete instrumenten, waarop hij ook improviseerde, hetgeen toentertijd in bands overwegend gebruikelijk was bij klarinettisten. Bovendien was hij harmonisch bekwaam en speelde hij strange changes op de mellofoon. Ook daarmee was hij een voorbeeld voor Armstrong. Hij onderrichtte ook de jonge Joe Newman, die later speelde bij Count Basie.

## Overlijden
Davey Jones overleed in 1953 op 65-jarige leeftijd.